# Jacqueline Marthe Sultan
Pour les articles homonymes, voir Sultan (homonymie).
Jacqueline Marthe Sultan est une femme politique guinéenne.

## Biographie
En janvier 2014, elle accède par décret dans le gouvernement Gouvernement Saïd Fofana II à la fonction de Ministre de l'agriculture,. 
En 2015, elle est reconduite ministre de l'Agriculture au sein du Gouvernement Youla dirigé par Mamady Youla du 26 décembre 2015 à 2017 remplacée par Naby Yousouf kiridi Bangoura.